# Île aux Cygnes (París)
L'île aux Cygnes (illa dels Cignes, en català), antigament digue de Grenelle (dic de Grenelle, en català), és una illa artificial sobre el Sena, situada a París, la capital francesa, entre els 16è i 15è districte, tot i que administrativament lligada a aquest darrer.
L'illa, de 890 metres de llarg, és particularment estreta, ja que no fa més d'11 metres d'ample.
Encarada a la Maison de Radio France a la riba dreta, i al Front-de-Seine a la riba esquerra.
Cal no confondre-la amb l'antiga île des Cygnes de la que n'ha pres el nom, que se situava al 7è districte. L'illa actual és recorreguda d'extrem a extrem per un passeig plantat amb dues rengleres d'arbres anomenat Allée des Cygnes.

## Història

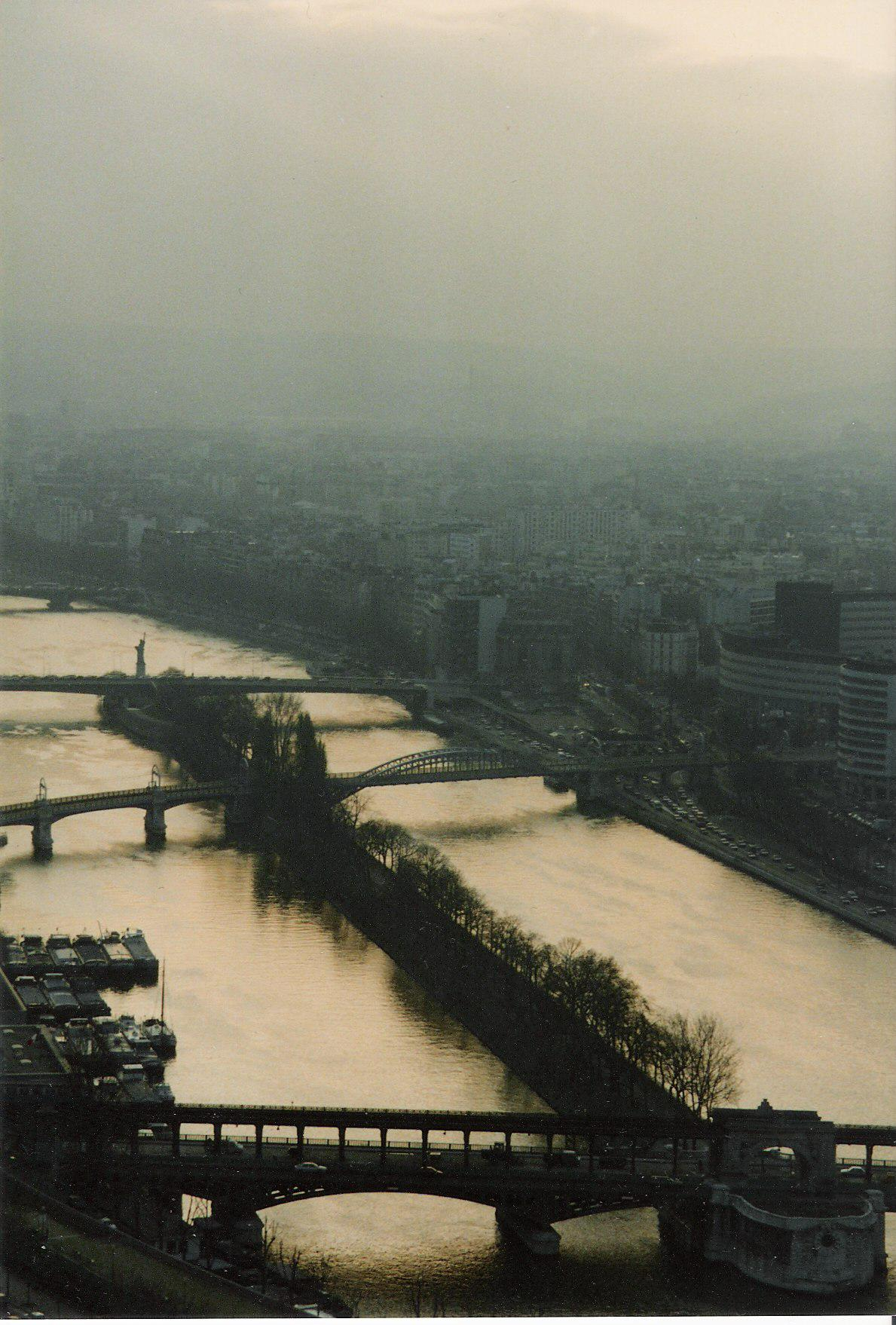
Vista des de la Torre Eiffel

Transformada el 1827, es tractava a l'inici d'un dic, constituint un dels elements del port fluvial de Grenelle. Aquest darrer es completa aleshores amb una estació fluvial, és a dir un dipòsit per a les mercaderies, i pel pont de Grenelle (1827). Tot això s'inscriu en el marc del projecte de disposició urbana de la plana de Grenelle dels empresaris i regidors de Vaugirard, Jean-Léonard Violet i Alphonse Letellier de 1824 a 1829.
És només d'ençà 1878 que l'illa acull, sobre tota la seva longitud, un passeig designat l'allé des Cygnes. D'una amplada d'11 metres, vorejada a cada costat per una renglera d'arbres (amb un total de 322, de 61 espècies diferents) i per un seguit de bancs.
Durant de l'Exposició Universal de 1937, l'illa acull el «pavelló de la França d'ultramar».
El 2007, l'illa constitueix una escala del port autònom de París amb un embarcador i un lloc d'amarrament.

## Configuració

### Els ponts
Serveix de punt de suport a tres ponts:

### Pont de Grenelle

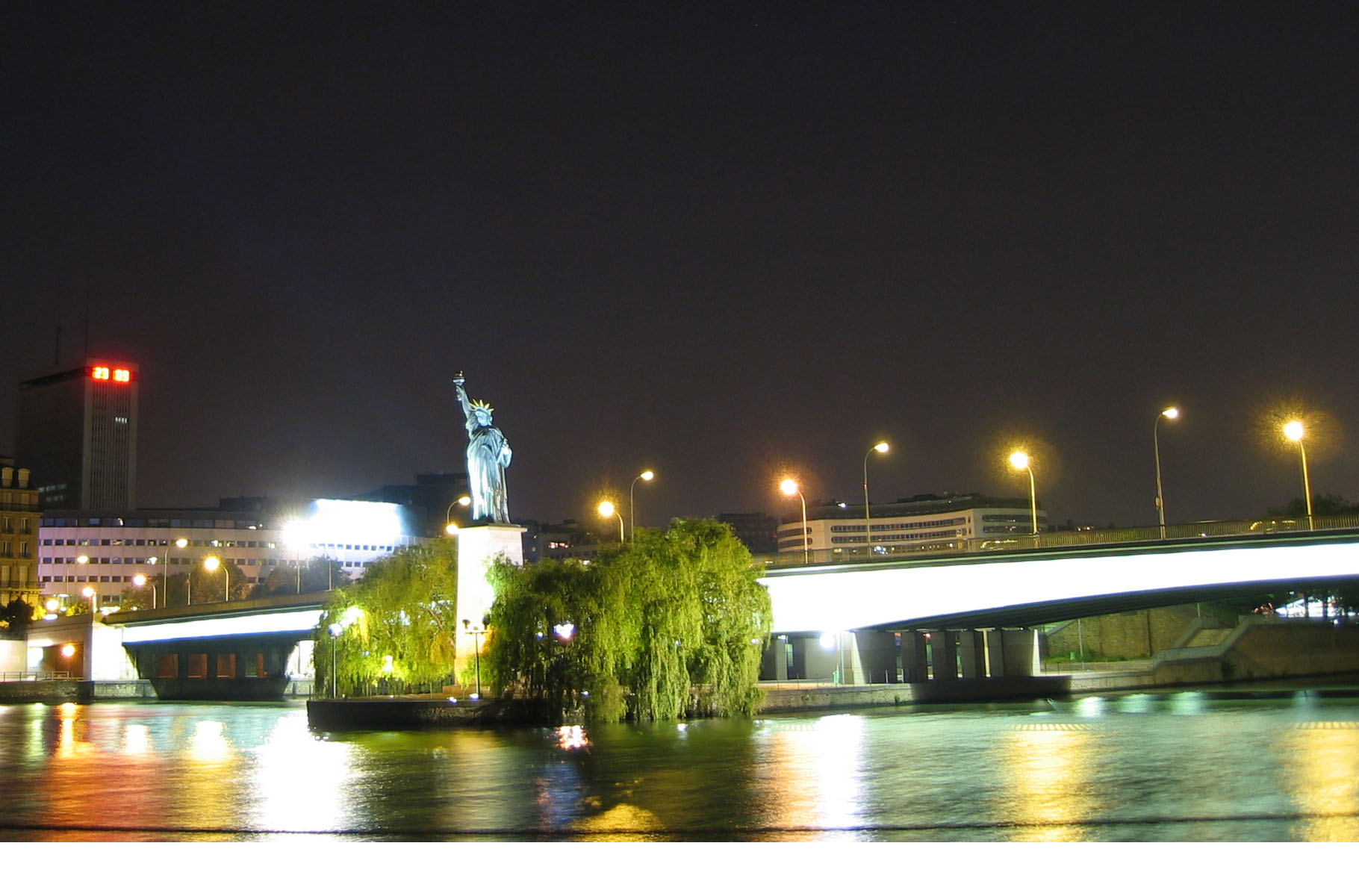
El pont de Grenelle

El pont de Grenelle, transitable, talla l'illa al seu extrem oest, des del que és accessible per una passarel·la de 34,5m de longitud.
Aïlla la punta riu avall per formar una placeta sobre la qual hi ha una rèplica de l'Estàtua de la Llibertat de New York.

### Pont Rouelle

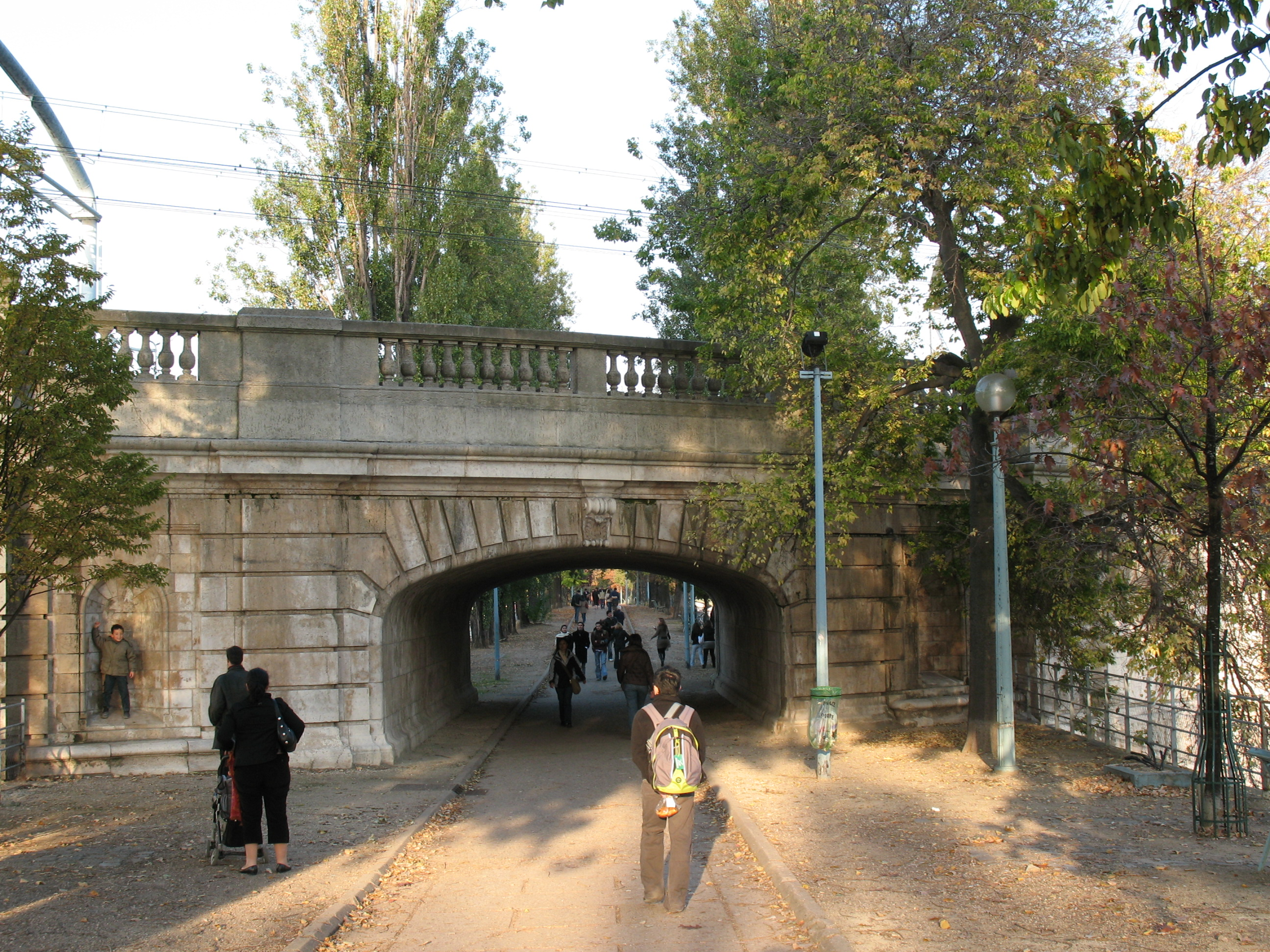
El pont Rouelle.

El pont Rouelle o pont SNCF-Passy-Grenelle, ferroviari, està traçat en corba, i travessa l'illa pel centre, de biaix. Suportant la línia C del RER, construït amb pedra i arcs metàl·lics. Aquest pont, construït el 1900 per a l'Exposició universal de 1900, va ser totalment desafectat el 1937, després posat en servei en 1988 en ocasió de l'obertura de la branca nord de la línia C.
Salva l'illa mitjançant un petit arc de pedra, permetent el pas dels vianants.

### Pont de Bir-Hakeim
El pont de Bir-Hakeim talla l'illa al seu extrem est, des del que és accessible per una escala. El constitueixen dos pisos, dels que un és de carretera, i l'altre és un viaducte que sosté la línia 6 del metro.
Aquest viaducte descansa sobre un arc de pedra, que està guarnit a cada costat d'escultures en alt relleu representant al·legories:
- del costat riu avall, l'Electricitat i el Comerç, de Jean-Antoine Injalbert.
- del costat riu amunt, la Ciència i el Treball, de Jules Coutan.

Aïlla la punta riu amunt de l'illa per formar una placeta, sobre la qual s'hi troba una estàtua al·legòrica eqüestre: La França renaixent, esculpida per Wederkinch, i d'on la vista sobre la torre Eiffel és particularment bona.

## Rèplica de l'Estàtua de la Llibertat

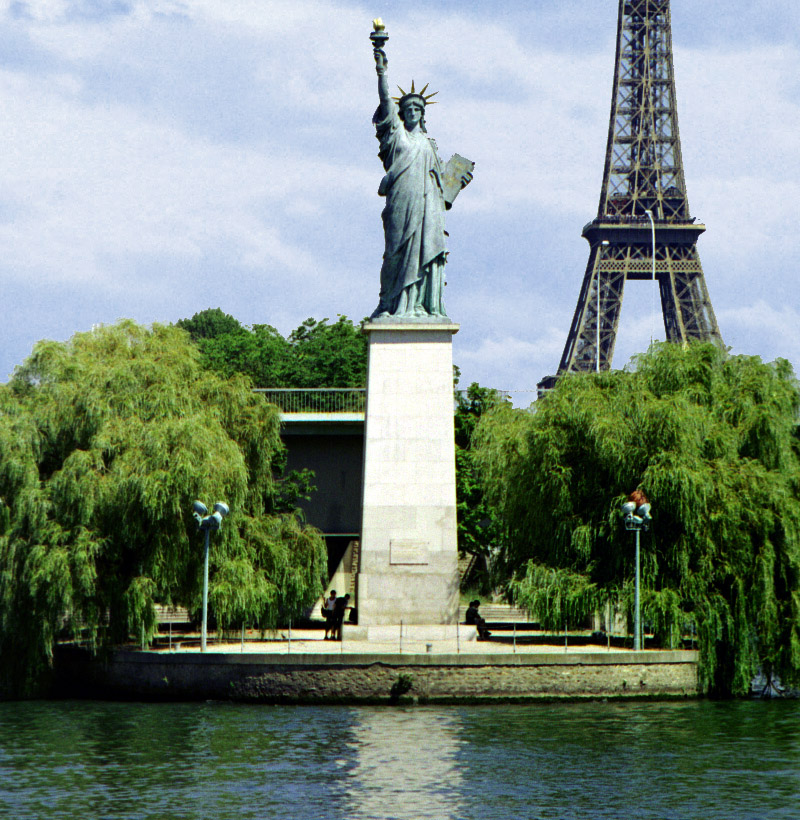
Rèplica de l'Estàtua de la Llibertat.

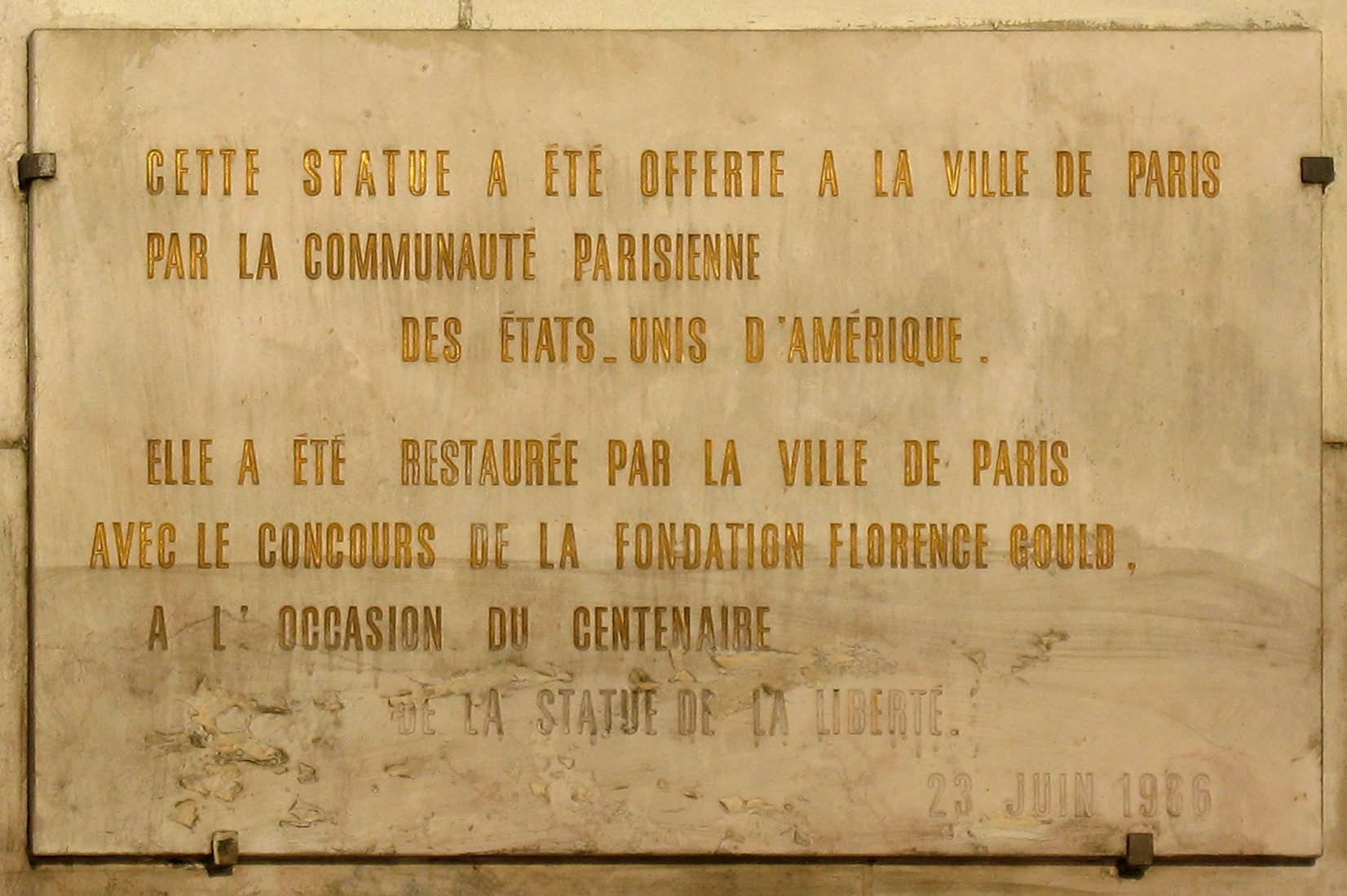
Sòcol
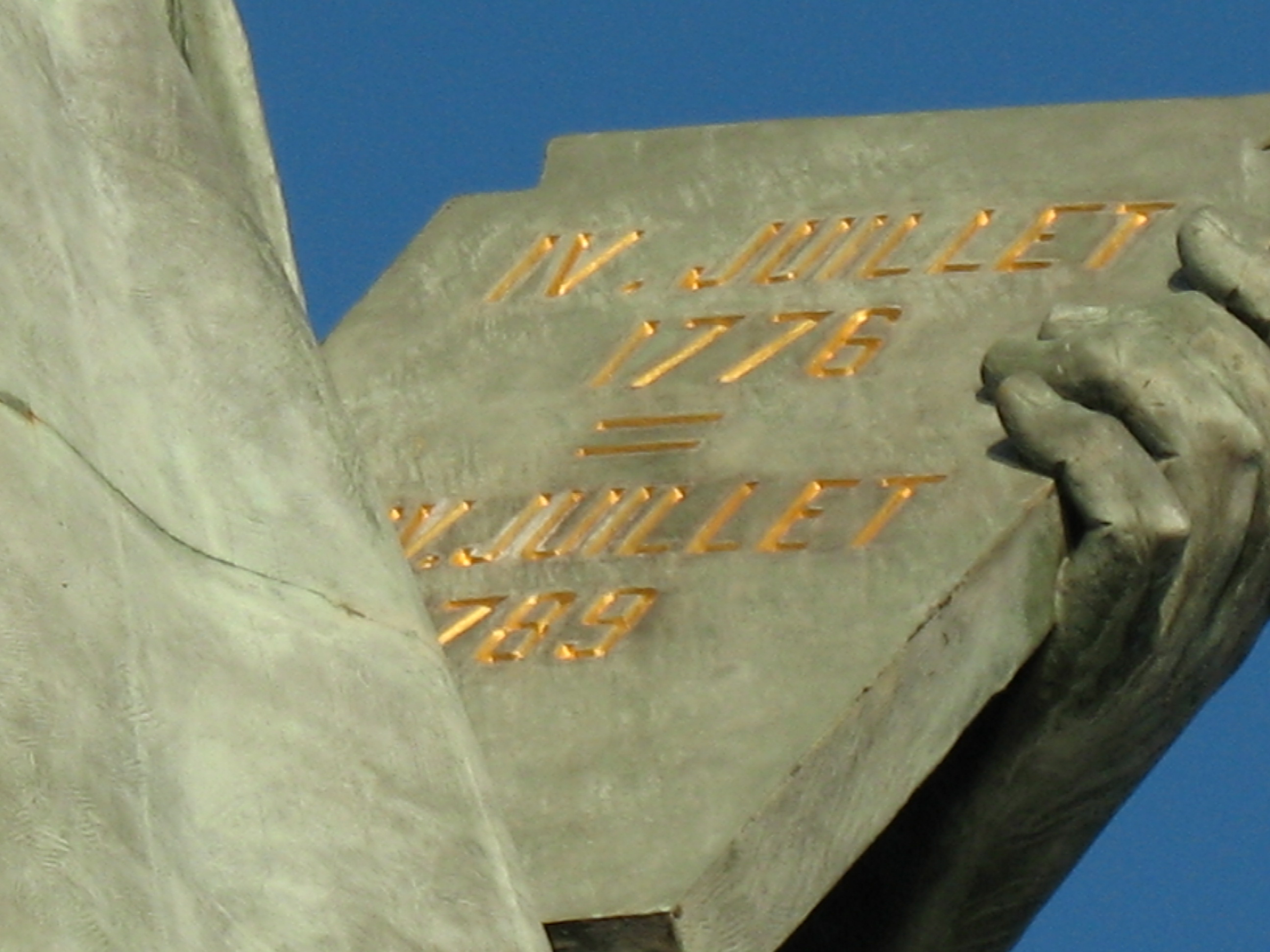
Llibret

Una rèplica de l'Estàtua de la Llibertat, obra de Frédéric Auguste Bartholdi, va ser inaugurada el 15 de novembre de 1889, tres anys després de la de New York (28 octubre de 1886). Aquesta estàtua va ser oferta a França pels ciutadans francesos establerts als Estats Units en ocasió del centenari de la Revolució.
El seu sòcol porta una placa commemorativa, i el llibret que manté a la mà esquerra porta la inscripció «IV Juliol de 1776 = XIV Juliol de 1789» dates respectives de les revolucions americana i francesa.
D'una alçada d'11,50 metres, és força més petita que l'original que mesura 46,50 metres.

## Placeta riu amunt
Presenta, d'ençà 1930, una estàtua eqüestre.